# 时间 (电视节目)
《时间》（羅馬化：Vremya）是苏联及俄罗斯的一档著名电视新闻节目，在莫斯科时间以及葉卡捷琳堡時間、克拉斯諾亞爾斯克時間、雅庫茨克時間、馬加丹時間晚间21:00-21:30于第一频道播出。因俄羅斯時區较多，节目分3次录制，分别于莫斯科时间13:00、17:00和21:00。
周日版《时间》（俄语：Время）回顾前一周发生的重大事件，节目时长约一小时。

## 历史

### 苏联中央电视台时期
节目于1968年1月1日20:30开播，于苏联中央电视台第一套节目播出。此前苏联中央电视台曾每天播出《电视新闻》（Телевизионные новости）栏目，以及每周一次的《新闻转播》（Эстафета новостей）栏目。《时间》由前苏联记者尤里·莱图诺夫创办。开播初期，节目在莫斯科沙巴洛夫卡街37号的电视中心播出。1974年，节目开始通过彩色电视信号播出。1987年1月11日，节目开始在苏联中央电视台第二套节目播出手语版本。娜杰日亚·科维娅科夫斯卡雅（Надежда Квятковская）成为节目首名手语翻译。
开播初期，节目便已形成固定模式，并延续多年：国家高级官员会议、地方新闻、经济、文化、体育、天气。每年5月1日和11月7日重播上午的红场阅兵和工人游行活动，并播出节日烟花汇演。1989年节日期间，苏共中央总书记戈尔巴乔夫接受了该节目的访谈。
1968至1972年间，节目仅在周二至周五播出，播出时间较为多变，一般为莫斯科时间20:00-20:45。此后从1972年初起，节目固定在每晚21:00播出（莫斯科版本），而在70年代末至1981年2月1日之间，面向中亚地区的版本（莫斯科时间+2小时）在20:30播出。1989年10月至1990年3月，节目取消在周日的播出，改为播出《七天》。1978年1月1日至1987年7月12日，节目开始在次日早晨重播，直至1987年7月13日开播早间新闻节目《90分钟》为止。1982年1月1日第二套节目开始面向全国播出后，《时间》开始在第二套节目同步播出，这一安排持续至1990年代中。1990年，节目每天播出三次，分别在莫斯科时间12:30、18:30、21:00，其中18:30版本提供手语翻译。
从1980年开始，节目改在莫斯科科罗廖夫院士街的奥斯坦金诺电视中心АСК-1演播室播出，1990年开始改在АСБ-22及АСК-3演播室播出。随着苏联中央电视台在1991年2月8日改为隶属全联盟国家电视广播公司，《时间》栏目改由该机构的资讯节目演播室制作。
1991年8月28日起，《时间》节目暂停播出。8月30日，为改变电视节目面貌，全联盟国家电视广播公司决定通过竞赛方式，选出今后在第一套节目播出的晚间新闻节目，参赛者包括《时间》栏目组及《电视新闻服务》栏目组。竞赛从9月2日开始，为期两周，前一周播出《电视新闻服务》，后一周播出《时间》，之后通过观众投票选出优胜者。最终《电视新闻服务》栏目组获胜。1991年9月15日，《时间》栏目最后一次在苏联中央电视台播出。不过由于观众投票数过少，《电视新闻服务》也未能在9月15日之后播出，此后在21:00播出的节目为《电视告知》。

### 奥斯坦金诺电视广播公司时期
随着苏联中央电视台停播改组为奥斯坦金诺电视广播公司，苏联中央电视台第一套节目在1991年12月27日被奥斯坦金诺第一频道替代。《电视告知》在1992年1月1日停播，奥斯坦金诺第一频道的新闻节目改由该台的电视资讯局（ИТА, Информационное телевизионного агентство）负责制作，21:00播出的新闻节目名称为《ИТА新闻》。
1994年12月16日，《时间》恢复在奥斯坦金诺第一频道的播出，周一至周六21:00-21:30播出。节目恢复使用《时间，前进！》作为片头曲。当天的主播为原《时间》主播塔蒂亚娜·科马罗娃。

### 俄罗斯公共电视台、第一频道时期
随着奥斯坦金诺电视广播公司在1995年改制为俄罗斯公共电视台（现在第一频道的前身），《时间》自1995年4月1日起在俄罗斯公共电视台播出。栏目自1996年3月11日起移交俄罗斯公共电视台资讯节目部制作，主播由阿里娜·莎拉波娃和伊戈尔·格米扎担任。
1996年6月2日，《时间》栏目增加在周日晚间的播出，播出时间为20:00或23:00。1997年2月2日，周日版《时间》调整至21:00-21:30播出。从1997年1月1日开始，除栏目开播整十周年纪念日外，栏目每逢元旦日停播。
1998年8月31日起，谢尔盖·多连科接替阿里娜·莎拉波娃担任工作日常驻主播，亚历山德拉·布拉塔耶娃间中担任栏目主播，不过谢尔盖·多连科担任主播的安排未与电视台管理层协商，他随后在12月离任工作日主播，叶卡捷琳娜·安德烈耶娃（原先主持早间版《新闻》节目）和基里尔·克列梅诺夫（原先主持早间版、下午版《新闻》节目）成为《时间》栏目常驻主播。
1999年9月27日起，工作日版《时间》节目标题改为“时间——资讯通道”（俄语：Время. Информационный канал），播出时间延长至一小时，并增加“此时此刻”（俄语：Здесь и сейчас）和“但是”（俄语：Однако）两个环节，分别由亚历山德拉·柳比莫夫和米哈伊尔·列昂季耶夫主持。
若当天有俄罗斯总统回答公民提问活动、俄罗斯总统大型记者会或总统致辞，《时间》会大篇幅报道相关消息，播出时间会延长至一小时。自1999年12月19日起，每逢俄罗斯议会选举日，《时间》会推出持续至次日凌晨2:00的特别节目，而在2003、2007、2008、2012、2016、2018年的特别节目中，包含政治脱口秀环节。
2001年6月，周一至周六的《时间——资讯通道》标题改回“时间”，播出时间逐步缩短至30分钟，节目的体育环节取消。
2004年4月，基里尔·克列梅诺夫离开第一频道管理层后，张娜·阿格拉科娃开始担任《时间》第二主播。之后从2005年2月开始，安德利·巴图林接替阿格拉科娃担任《时间》第二主播。
2007年6月，安德利·巴图林离开第一频道资讯节目部，维塔利·埃利舍夫接任《时间》第二主播。
2008年3月，节目改在第一频道资讯节目中心（从奥斯坦金诺音乐会演播室改造而来）播出。2011年6月1日起，节目开始以16:9画幅制作。2014年8月26日，节目实现高清播出，而资讯节目部的设备则在同年12月实现全面高清。
2018年1月1日，节目启用改造后的演播室，并于2月19日更换包装。节目过程中主播会在演播室内走动，并大量使用电脑动画。2018年5月8日，《时间》节目风格有所变化，例如使用艺术画、用语中运用修辞等，这一做法引发一些观众和媒体的批评。同时，节目主播改由葉卡捷琳娜·安德烈耶娃和维塔利·埃利舍夫担任，基里尔·克列梅诺夫暂时离开节目组，直至10月8日继续主持工作日版《时间》。
2018年6月15日至7月7日期间，因第一频道转播世界杯赛事，《时间》提前一小时播出。
2018年12月25日起，第一频道远东地区的版本转播时间调整，远东地区版本的《时间》在莫斯科时间12:00播出（堪察加时间21:00），而同一时间第一频道莫斯科版本需要使用《时间》栏目播出使用的主演播室，故远东地区版本的《时间》改在早间新闻演播室播出。12月30日起，莫斯科版《时间》改由叶卡捷琳娜·安德烈耶娃和维塔利·埃利舍夫主持。
自2014年开始，《时间》栏目收视率逐年下降，2014年平均收视率为10.9，2015至2018年分别跌至9.8、7.7、7.4、6.8

### 谢尔盖·多连科《时间》
该节目为新闻评论栏目，于1996年10月12日至1999年3月12日间的周六晚21:00播出，时长约45分钟。节目由谢尔盖·多连科主持。
在1999年1月份的节目中，谢尔盖·多连科多次批评总理叶夫根尼·普里马科夫（普里马科夫与电视台股东之一鲍里斯·别列佐夫斯基存在矛盾），指控他偏袒国家间航空委员会委员长塔蒂亚娜·阿诺迪娜，多连科称阿诺迪娜实际为普里马科夫的妻子，此前官方曾否认这一点。随后多连科在2月份不再担任节目主播，改由通讯员伊万·高诺华洛夫主持。节目官方称多连科因流感无法主持节目，但多连科自己称电视台的决定是由于受到政府施压。
谢尔盖·多连科离开《时间》后，1999年9月5日起，周日开始播出谢尔盖·多连科主持的新闻分析节目《谢尔盖·多连科编辑节目》，替代周日版《时间》，直至2000年1月29日再调整至周六播出，周日同时段播出《时间》，直至下周日帕维尔·舍列梅特的节目开播。《谢尔盖·多连科编辑节目》于9月23日播出最后一期后停播，同时段改为播出常规新闻节目《时间》。

### 新闻分析节目《时间》、周日版《时间》
1999年夏季，周六版《时间》开始由帕维尔·舍列梅特主持，节目标题自10月2日起改为“时间——分析节目”（俄语：Время. Аналитическая программа）。2000年2月6日开始，每周日晚播出帕维尔·舍列梅特主持的新闻节目，周日版《时间》暂停播出，但帕维尔·舍列梅特在总统选举前夕离开第一频道，周日版《时间》自2月20日起恢复播出，由工作日主播主持，标题自3月5日起改为“时间——周日版”（俄语：Время. Воскресный выпуск），直至2000年10月29日开播新闻分析、脱口秀节目《时代》，周日版《时间》停播，至此《时间》每周一至周六播出。
2002年夏季至次年3月9日，由于《时代》栏目暂停播出，《时间》一度恢复在周日21:00的播出，由伊格·维胡户廖夫主持。之后自2003年7月13日起，《时代》栏目取消新闻环节，周日版《时间》开播，播出时间35分钟，此后增加至40分钟，由彼得·马尔琴科和安德利·巴图林每周交替主持。2005年2月6日起，节目由彼得·弗拉肯科单独主持。与平日版本相比，周日版《时间》回顾前一周的重要新闻，常设有嘉宾访谈环节。
2005年8月28日，周日版《时间》节目标题改为“周日《时间》”（俄语：Воскресное „Время“），由原第三频道主持人彼得·托尔斯泰主持。节目时长50分钟，风格有所变化，节目每个话题都用具有讽刺意味的标题表示，并伴有背景音乐，与嘉宾的访谈一般为预先录制。彼得·托尔斯泰担任栏目主播前两年，栏目制作组部分成员来自第三频道，主播和这些成员不隶属于第一频道，仅通过雇佣合同进入第一频道工作，因而节目也不会提到“第一频道”的名称。直至2007-2008年度彼得·托尔斯泰和节目制作人安德烈·皮萨列夫加入第一频道后，参与制作节目的所有成员均隶属第一频道，与此同时节目时长增加至1小时。
2012年7月8日，彼得·托尔斯泰最后一次主持周日版《时间》，此后周日晚间一度只播出半小时的常规新闻节目《时间》，直至2012年9月9日伊拉达·泽纳洛娃接任周日版《时间》主播。泽纳洛娃担任主播初期，节目设有与新闻事件相关人物的访谈，但到2015年访谈环节甚少出现。
2014年乌克兰危机期间，周日版《时间》播出时长增加至2小时，不过印刷版电视节目表仍标注为1小时。2014年7至8月，由于泽纳洛娃休假，周日版《时间》改由安娜·帕夫洛娃、叶卡捷琳娜·安德烈耶娃、德米特里·鲍里索夫、维塔利·埃利塞夫等主持，栏目维持2小时的实际播出时长（印刷版电视节目表标注为20-30分钟），这一模式在2015至2019年暑期继续实行。2015年1月起，节目常规时长增加至一个半小时。
泽纳洛娃在2016年7月10日最后一次主持周日版《时间》，之后在2016年9月4日至2018年6月10日之间，周日版《时间》由瓦列里·法捷耶夫主持。2017年9月10日至2018年4月22日间，周日版《时间》新增“未来就在前方”专栏，关注未来科技发展以及对人们的影响。
2018年9月，由于瓦列里·法捷耶夫决定专心于联邦公民院的工作，再加上《托尔斯泰——周日》栏目调整播出时间并增加新闻环节，周日版《时间》在2018年10月14日至2019年6月30日期间暂停播出。
2019年9月1日，周日版《时间》恢复播出，但节目包装与平日版本一致，标题为“时间”，栏目不再设固定主播。2020年10月11日，周日版《时间》恢复使用“周日 时间”标题。

### 年度总结
1999至2005年间，每年最后一天播出的《时间》设立年度总结环节，梳理过去一年的重要新闻。2005年起，每年第一个周日的《时间》栏目增设“年度总结”环节，之后从2008年起改为每年年底最后一个周日。2006年12月31日起，每年最后一天不播出《时间》（2018年除外，当天播出马格尼托哥尔斯克大楼倒塌事件相关消息）。
2003至2008年间，第一频道每年与生意人报联合发布“过去一年最重要的20项事件和话题”榜单，而在2005至2008年间，这一榜单在每年第二个周日的《时间》中发布，而印刷版则在次日发布，这一榜单偶尔也在《新闻》和《夜间时间》发布。
在2008年至2015年间（除2011年），年度总结于每年最后一档周日《时间》中发布。2016年最后一档周日《时间》（12月25日）因播出黑海空难而没有播出年度总结，而只总结前一周的重要新闻。2017年最后一档周日《时间》（12月24日）在栏目五十周年纪念特别节目最后简要梳理全年大事。2018及2019年的年度总结在当年最后几期《时间》中播出。
最早从2000年代初开始，《时间》年度总结会以默哀方式纪念过去一年内逝世的艺术界、政界、科学界、体育界名人。不过2017年的《时间》默哀环节改在12月28日，且只提及俄罗斯人，而在2016、2018、2019年不设这一环节。

### 《夜间时间》
2001年9月24日，工作日深夜增设新闻分析节目《夜间时间》（俄语：Ночное Время），替代原先的《夜间新闻》（俄语：Ночные новости），时长30分钟。从2002年开始，节目改为周一至周四播出。2004年7月开始，《夜间时间》只在暑期播出。
《夜间时间》初期由安德利·巴图林、张娜·阿格拉科娃交替主持，之后从2002年秋季开始，彼得·弗拉肯科替代张娜·阿格拉科娃担任第二主播。2005年2月，安德利·巴图林调至21:00档《时间》担任主播，阿格拉科娃回归《夜间时间》。栏目偶尔也由欧罗加·卡克莉基娜代班主持。
《夜间时间》常会邀请政治学家、社会学家、公众人物等参与节目，并负责总结全天新闻。节目偶尔只关注一个话题。2003年夏季以前，栏目设有天气预报，2005年5月26日前也设有体育新闻，由康斯坦丁·维博诺夫、弗拉基米尔·托皮尔斯基。
2005年6月16日，《夜间时间》停播，此后由《夜间新闻》替代。

## 历代主播
- 伊戈尔·列昂尼多维奇·基里洛夫（1968-1989年）
- 安娜·沙季洛娃（俄语：Шатилова, Анна Николаевна）（1968-1995年）
- 叶甫盖尼·苏斯洛夫（俄语：Суслов, Евгений Яковлевич）（1968-1991年）
- 薇拉·谢别科（俄语：Шебеко, Вера Алексеевна）（1971-1991年）
- 列昂尼德·艾琳（1991）
- 叶莲娜·科瓦连科、谢尔盖·康斯坦丁诺维奇·梅德韦杰夫（1996-2000年）
- 葉卡捷琳娜·安德烈耶娃（1997年至今）
- 米哈伊尔·弗拉基米罗维奇·列昂季耶夫（俄语：Леонтьев, Михаил Владимирович）（1999年至今）
- 维塔利·鲍里索维奇·埃利舍夫（俄语：Елисеев, Виталий Борисович）（2007年至今）
- 尤利娅·维克多罗夫娜·潘克拉托娃（俄语：Панкратова, Юлия Викторовна）（2008-2012年）
- 德米特里·德米特里耶维奇·鲍里索夫（2011-2017年）
- 瓦列里亚·尤里耶夫娜·科拉别廖娃（俄语：Кораблёва, Валерия Юрьевна）（2017、2019、2023年至今）
- 安德烈·叶夫根耶维奇·乌哈列夫（俄语：Ухарев, Андрей Евгеньевич）（2018年至今）
- 马克西姆·拉西莫维奇·沙拉夫季诺夫（俄语：Шарафутдинов, Максим Расимович）（2019年至今）
- 叶卡捷琳娜·弗拉基米罗夫娜·别列佐夫斯卡娅（俄语：Березовская, Екатерина Владимировна）（2020年至今）